# Havsörn
Havsörn (Haliaeetus albicilla) är en mycket stor rovfågel (den största regelbundet förekommande i Nordeuropa) som häckar i norra Palearktis från Berings sund till Island, samt på Grönland.

## Utseende

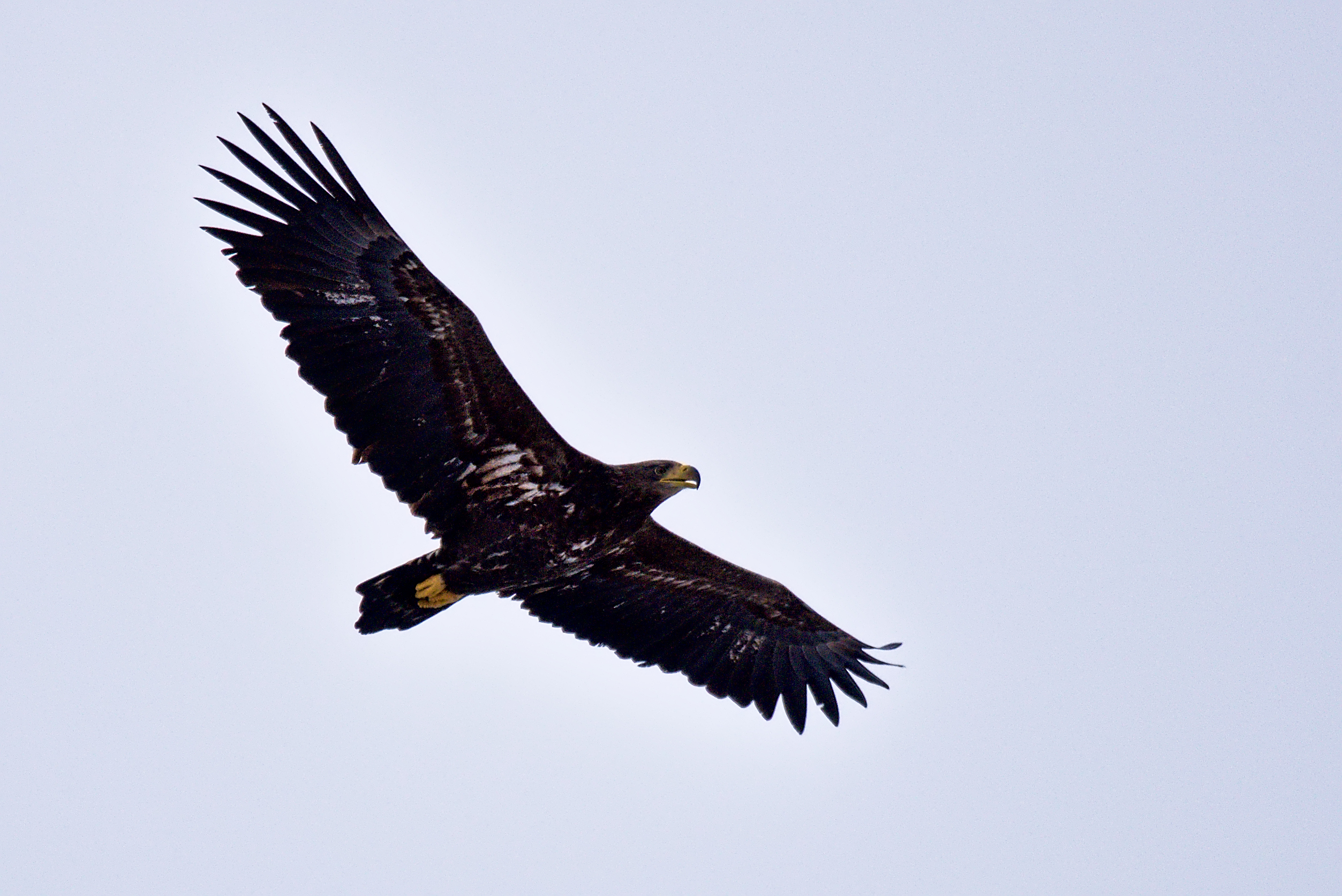
Havsörn under sitt andra kalenderår (2K), fotograferad i januari.

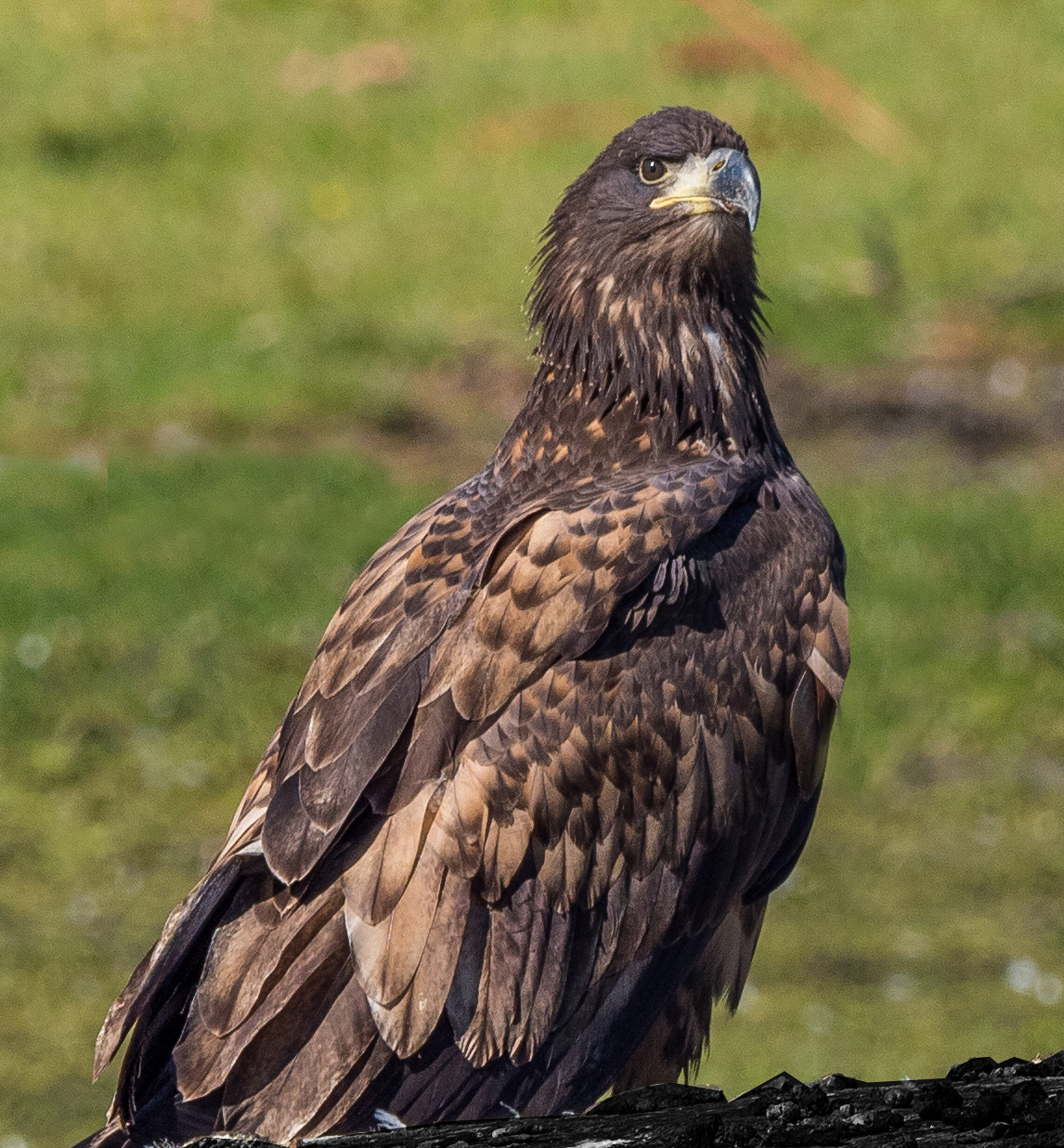
2K havsörn.

Havsörnen är en mycket stor örn med ett vingspann på 190–240 cm, en längd på 76–94 cm och en ungefärlig vikt på 3,5–7 kg (honor är i genomsnitt drygt ett kilo tyngre än hanar). Som hos de flesta rovfåglar är honan större än hanen. En vuxen havsörn kännetecknas av en jämnt brun grundfärg, huvudet är ljusbrunt och stjärten vit. Näbben är gul och mycket kraftig, även i jämförelse med kungsörnens. Vingarna har rak fram- och bakkant och vingspetsen är tvärt avskuren, med spretiga, mycket långa vingpennor. Stjärten är spetsig. I flykten skiljer den sig från kungsörnen genom sina breda vingar, sin korta stjärt och sitt utskjutande långa huvudparti som sticker ut nästan lika långt som stjärten. Juvenila fåglar saknar den vita stjärten. Stjärten blir successivt vitare med åldern för att bli helt vit när fågeln uppnår könsmognad.

## Läten
Havsörnen är tystlåten utom under häckningstid då den låter höra en kacklande och gäll ramsa påminnande om spillkråkans läte. Varningslätet är ett djupt och hårt "kleck".

## Utbredning
Havsörnen häckar på Grönland, Island, i Nederländerna (Oostvaardersplassen), norra Skottland, Norden, Baltikum, Östeuropa, på Balkan, i Turkiet, österut genom Ryssland och Sibirien, i Kazakstan, Azerbajdzjan, Iran, Mongoliet, Kina, Japan och österut till Berings sund.

### Förekomst i Sverige
I Sverige häckar havsörnen främst utmed Östersjökusten, vid syd- och mellansvenska sjöar och i Lappland. Den observeras dock i hela landet och har förekommit som häckfågel i alla landskap förutom Dalsland, Härjedalen och Jämtland. Svenska havsörnar kan vintertid flytta söderut så långt som till Mellaneuropa, men kan också flytta kortare sträckor eller stanna kvar vid häckningsområdet.

## Systematik
Den europeiska havsörnen är närbesläktad med den amerikanska vithövdade havsörnen och de kategoriseras som ett artpar. H. albicilla är något ljusare i fjäderdräkten, och har i adult dräkt en mindre kontrasterande ljus huvudfärg. DNA-studier tyder på att artparet skiljde sig från övriga havsörnar för 10–28 miljoner år sedan, och att de två arterna spreds åt var sitt håll från Stilla havet.
Den lilla isolerade populationen av havsörn som förekommer på allra sydvästligaste Grönland och på västra Island har tidigare föreslagits som en underart, groenlandicus, baserat på dess stora storlek och proportioner. Arten kategoriseras dock som monotypisk och storleksvariationerna är klinala. Genetiska studier visar att populationen ur ett evolutionärt perspektiv är ung och skiljer sig genetiskt väldigt lite ifrån resten av populationen.

## Ekologi

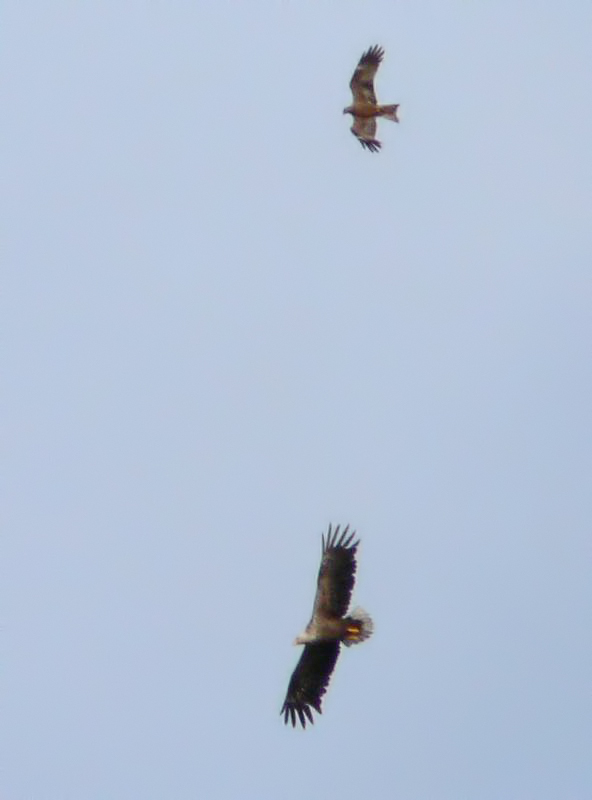
En havsörn mobbas av en röd glada.

### Häckning
Havsörnens bo är mycket stort och tungt och används år efter år av samma par. Det placeras ofta i träd men kan också byggas på en klippavsats. Det kräver lämpliga grova träd i häckningsområdet, endast tallar som är minst 100 år gamla är lämpliga. Ett bo väger ca 500 kg, det är svårt att tro men om man tittar närmare på vad de byggs av så är det inte alls så konstigt. Skogsavverkning kan därför vara ett hot mot havsörnens häckning och är direkt förbjuden i närheten av existerande bon. Generellt placeras boet högre upp i trädet än kungsörnens bo och havsörnsbon kan också vara byggda mitt på toppen av en hög tall. Redet byggs på en plattform av grova grenar och mot centrum inreds redet med färskt granris och torrt gräs, som successivt trampas ned i balen och ersätts med nytt. Med åren växer boet som kan bli upp emot två meter i diameter.
Havsörnen lägger oftast två-tre ägg som till storleken i genomsnitt mäter 75 x 57 mm och har en vikt på 120 gram och är därmed mindre än kungsörnens ägg. Paret ruvar i mellan 35 och 45 dygn och tar sedan gemensamt hand om ungarna som är flygfärdiga efter cirka 70 dygn.

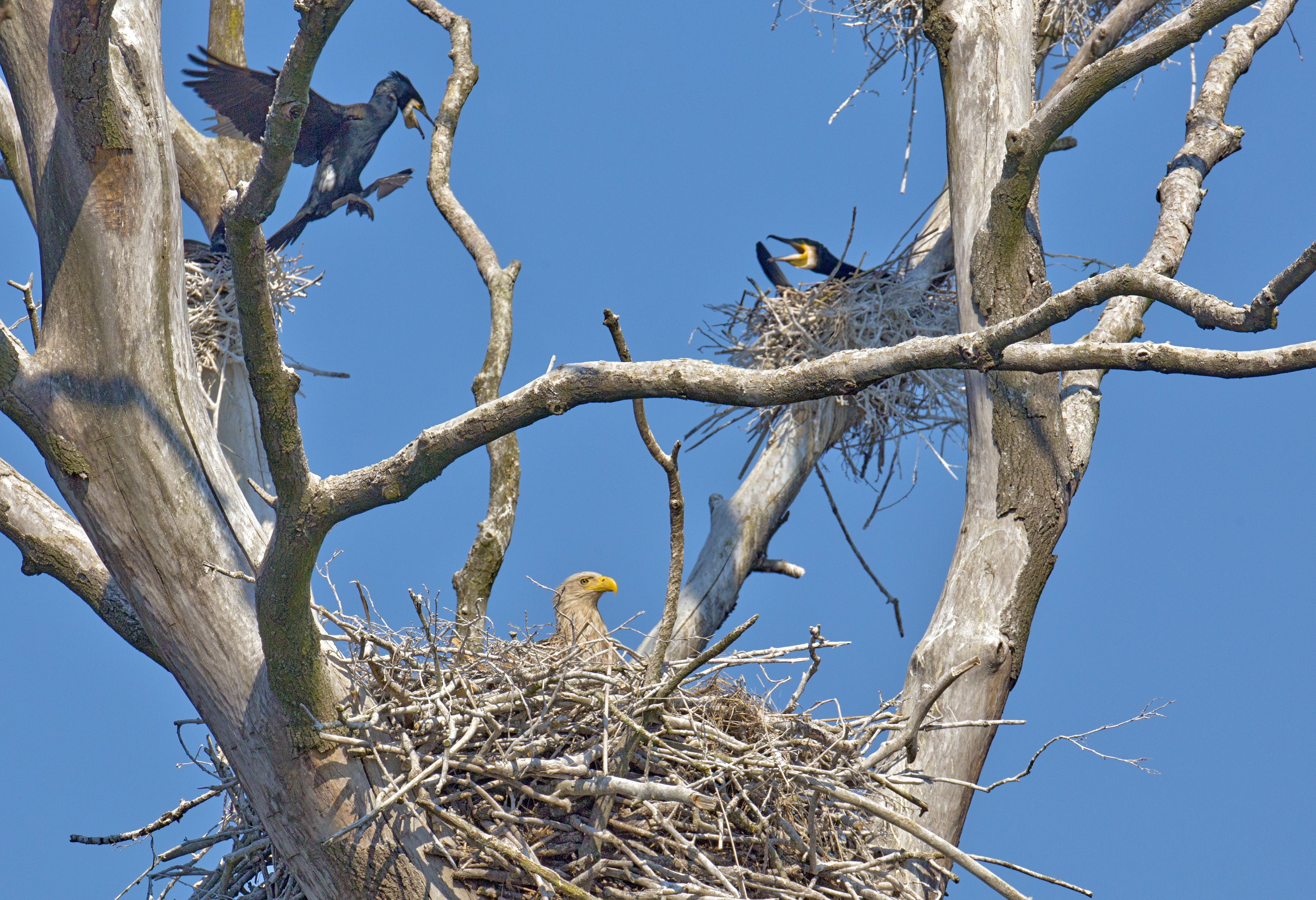
Havsörn på bo i skarvkoloni.

Havsörnar kan leva runt 40 år, men blir oftast inte äldre än 15 i frihet.

### Föda
Jakten är mångsidig. Havsörnen avsöker områden eller sitter still och spanar. Bytet är främst fisk som utgör cirka 90% av födan sommartid, ofta gädda och braxen, men även sjöfågel, mindre däggdjur och as. Det är också vanligt att den stjäl föda från andra djur och fåglar. Den fiskar ibland efter till exempel makrill och öring men också större fiskar som lax, samt bläckfisk i grunt vatten. I det fall havsörnen råkar gripa tag i en för stor fisk, kan den simma i land med fångsten i klorna. Den paddlar då sig fram med vingarna tills den når stranden.

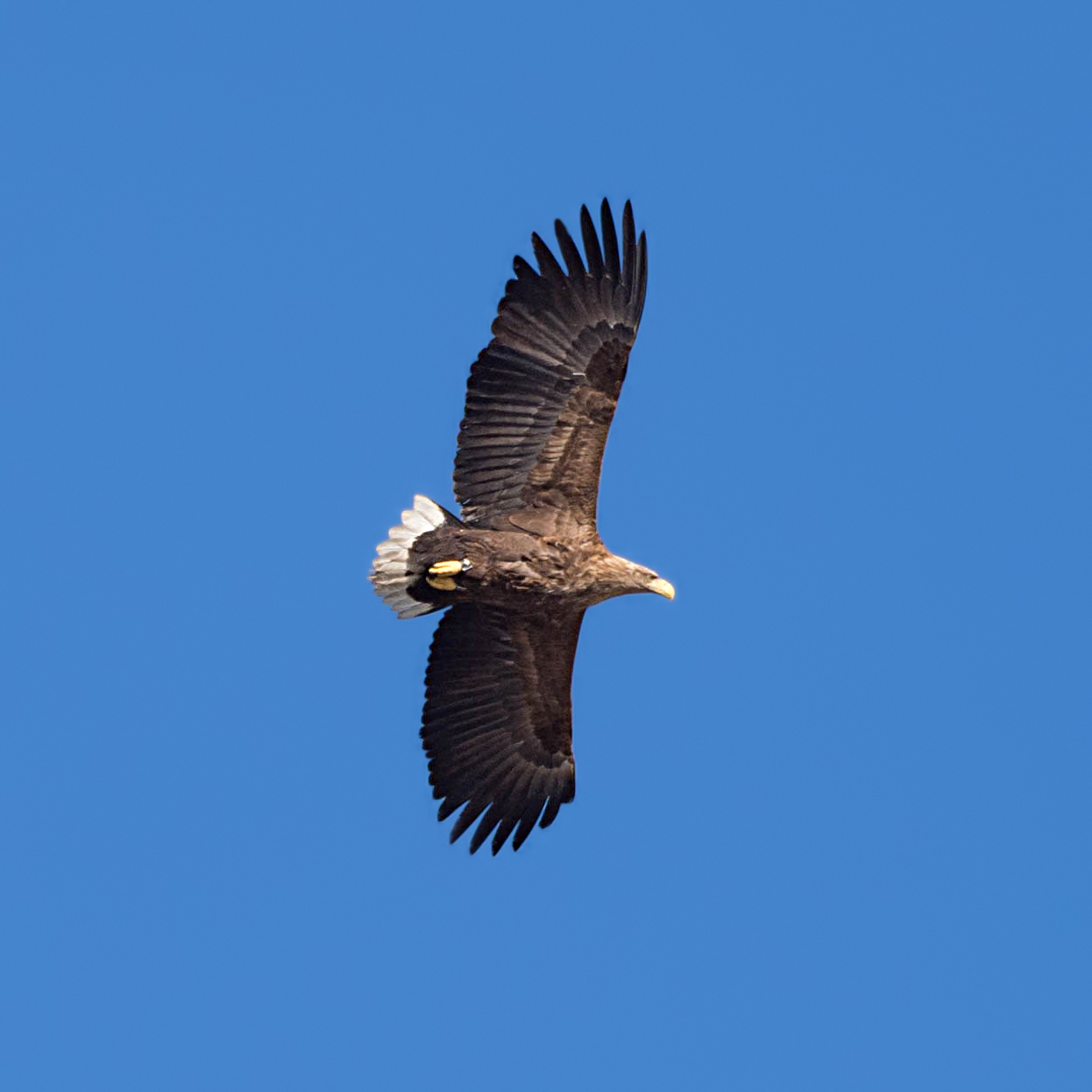

### Livslängd
Den äldsta kända vilda havsörnen blev över trettio år. En havsörn som ringmärktes på Sveriges ostkust 1978 hittades död på Föglö på Åland i februari 2011.

## Havsörnen och människan

### Status och hot
Under första hälften av 1900-talet minskade världspopulationen av örnar och så även havsörnen. Men denna trend avstannade 1970–1990 och under perioden 1990–2000 har artantalet i de flesta europeiska länder ökat. Exempelvis bedömdes arten som utdöd i Storbritannien år 1918, men efter en lyckad inplantering år 1975 finns det nu över 200 havsörnar i Skottland. De två viktigaste populationerna i världen återfinns idag i Norge och Europeiska Ryssland och tillsammans omfattar de mer än 55 % av världspopulationen. Fortfarande minskar dock några populationer i allra sydöstligaste Europa. 2015 uppskattades den europeiska populationen uppgå till 9 000–12 300 häckande par. Extrapolerat på hela utbredningsområdet kan världspopulationen uppskattas till 24 200–49 000 vuxna individer.
I maj 2023 beslutade Ålands landskapsregering om skyddsjakt omfattande fem havsörnar. Detta för att skydda ejderpopulationen vid Lågskär, Åland. Beslutet har mötts med kritik från Ålands fågelskyddsförening.

#### Status i Sverige
Efter att ha varit nära utrotning i Sverige uppskattade man att det år 2009 fanns cirka 500 revirhävdande par i Sverige och att det skulle innebära ett bestånd på cirka 2 500 individer. Trots att beståndet för närvarande ökar med 8 % årligen är den fortfarande (2015) kategoriserad som nära hotad (NT) på artdatabankens röda lista.
För cirka 200 år sedan häckade havsörn över hela Sverige om än ojämnt eftersom den är knuten till vatten för sitt födosökande med ett tätare bestånd vid kuster och större sjöar. Man uppskattar att populationens historiska storlek kan ha legat på cirka 500 häckande par. Under 1800-talet påbörjades en kraftig jakt på havsörn. Denna jakt fortsatte in på 1900-talet. Ornitologen Bengt Bergs arbete för svenska fåglar ledde till att havsörnen fridlystes 1924 och kategoriserades som kungsvilt (ingår i Statens vilt). 1924 återstod bara 35–40 par vid ostkusten och ett tiotal par i Lappland. Detta skydd ledde dock till en långsam återhämtning av beståndet på ostkusten och vid 1950-talet räknade man med att där fanns cirka 100 häckande par. Då kom nästa hårda slag mot havsörnspopulationen. På grund av stigande halter i Östersjön av miljögifter som PCB och DDT så minskade fortplantningsförmågan. 1973 räknade man bara sex ungar utmed hela ostkusten.
1971 startade Svenska Naturskyddsföreningen Projekt Havsörn vilket var det första artprojektet i Sverige. Detta arbete tillsammans med bland annat förbud mot metylkvicksilver, DDT och PCB har inneburit att den svenska havsörnspopulationen sedan 1970-talet återhämtat sig förvånansvärt väl och finns nu i stort sett längs hela Östersjökusten och sedan 1980-talet har den börjat återkolonisera gamla häckningsområden i övriga Sverige. Vid insjöar finns arten ojämnt spridd från de östra delarna av Syd- och Mellansverige till Vänern samt ett isolerat bestånd i Lappland. Beståndet i Lappland består 2006 av cirka 60 par.
Genom det ringmärkningsprojekt som genomförts sedan 1976 där ett flertal havsörnsungar märks har man kunnat visa att de flesta havsörnar som återkoloniserar Sverige kommer från populationen i Östersjön. Denna ringmärkning har också visat att den lappländska populationen är helt avskild från den resterande svenska populationen.
Efter att inte ha häckat i Vänern på över hundra år genomfördes två lyckade häckningar kring sjön 2001 vilket resulterade i fyra ungar som blev flygfärdiga.
I mars 2012 rapporterade Hallands ornitologiska förening att havsörn, efter 120 års frånvaro, återigen häckar på västkusten.

### Havsörnen i kulturen

Örnen är symbol för många riken och kungahus. I tavlan Anfall av Edvard Isto försöker Rysslands tvehövdade örn riva lagen ur händerna på Finlands mö. Tavlan målades som reaktion på Februarimanifestet.

Ett känt verk av Bruno Liljefors är målningen Havsörnar från 1897 som hänger på Nationalmuseum i Stockholm. Den 2,4 meter breda målningen föreställer två havsörnar som attackerar en storlom.
Havsörnen är Upplands landskapsfågel och landskapsdjur och även Ålands landskapsfågel.